# DecoTurf
DecoTurf ist ein Hartplatzbelag insbesondere für Tennisplätze, aber auch für Basketball- und Multifunktionsplätze. Der Belag besteht aus verschiedenen Schichten von Acryl, Gummi, Silizium und anderen Materialien und wird auf Asphalt oder anderen harten Untergründen installiert. Hergestellt wird der Belag von der im US-amerikanischen Andover, Massachusetts angesiedelten Firma Decosystems, einer Tochter der California Products Corporation, die auch den Hartplatzbelag Plexiplave fertigt.
Der Belag wird derzeit bei vielen Tennisturnieren der ITF, ATP World Tour und WTA Tour verwendet, wie z. B. bei den ATP-World-Tour-Masters-Turnieren in Kanada und Cincinnati. Bis 2019 war DecoTurf auch der Spielbelag der US Open. DecoTurf war auch der Bodenbelag der olympischen Tennisturniere in Peking, und Athen.
Im Vergleich zum Belag Rebound Ace, der in der Vergangenheit vor allem bei den Australian Open von 1988 bis 2007 verwendet wurde, verlangsamen sich die Bälle nach dem Aufsprung nicht so stark und springen spürbar tiefer ab.